# Road to Perdition
Road to Perdition (česky též Cesta do zatracení) je americký kriminální thriller z roku 2002, který natočil Sam Mendes. Hlavní role ve filmu ztvárnili Tom Hanks, Tyler Hoechlin, Paul Newman, Jude Law a Daniel Craig. Snímek je adaptací stejnojmenného grafického románu od Maxe Allana Collinse a Richarda Pierse Raynera. Do amerických kin byl snímek, jehož rozpočet činil 80 milionů dolarů, uveden 12. července 2002, přičemž celosvětově utržil 181 milionů dolarů.
Film získal Oscara a cenu BAFTA v kategorii nejlepší kamera. Cenu BAFTA získal také v kategorii nejlepší výprava. Paul Newman byl za roli v tomto filmu nominován na Oscara, Zlatý glóbus a cenu BAFTA. Film byl dále nominován na čtyři Oscary (kategorie nejlepší výprava, zvuk, střih zvuku a hudba).

## Příběh
Děj filmu se odehrává v roce 1931 během Velké hospodářské krize v městečku Rock Island ve státě Illinois. Michael Sullivan Sr., sirotek vychovaný šéfem irské mafie Johnem Rooneym, slouží jako jeho věrný vykonavatel. Rooney považuje Sullivana za vlastního syna, někdy ho má dokonce raději než svého biologického potomka Connora, který je impulzivní a nepředvídatelný. Sullivan však své děti Michaela Jr. a Petera před svou kriminální činností chrání a udržuje ji v tajnosti.
Vše se změní během setkání na pohřbu Rooneyho spolupracovníka Finna McGoverna, který Rooneymu naznačí, že jeho bratr byl zabit kvůli Connorovým machinacím. Rooney vyšle Connora a Sullivana, aby si s McGovernem promluvili. Dvanáctiletý Michael Jr., zvědavý na otcovo zaměstnání, sleduje dění skrytý za stěnou. Connor během setkání McGoverna zabije, což donutí Sullivana v sebeobraně zastřelit zbývající svědky. Michael Jr. celý incident vidí a je přinucen přísahat, že nikomu nic neřekne.
Connor, obávající se odhalení, chystá zradu. Zatímco posílá Sullivana na riskantní misi s dopisem obsahujícím instrukci k jeho zabití, vtrhne do Sullivanova domu a zabije jeho ženu Annie a mladšího syna Petera, kterého omylem považuje za Michaela Jr. Sullivanovi se podaří uniknout smrti, když dorazí domů později a najde svou rodinu mrtvou. Se svým přeživším synem prchá.
Sullivan zamíří do Chicaga, kde žádá mafiána Franka Nittiho, aby mu umožnil Connora zabít. Nitti odmítne, protože Rooney a jeho organizace jsou klíčovými partnery chicagské mafie. Nitti následně najme psychopatického nájemného vraha Harlen Maguirea, aby Sullivana odstranil. Maguire, který rád fotografuje své oběti, se s nimi poprvé střetne v jídelně u silnice, ale Sullivan unikne.
Sullivan se rozhodne zničit Rooneyovu ochranu tím, že začne přepadávat banky, ve kterých jsou uloženy mafiánské peníze. Michael Jr. se mezitím učí řídit, aby mohl otci pomáhat jako útěkový řidič. Sullivanovy plány však narazí na problémy, když mafie své peníze z bank stáhne. Sullivan poté vyhledá Rooneyho účetního Alexandera Rancea, aby získal důkazy o Connorově zpronevěře. Rance však na Sullivana nastraží past, přičemž Maguire zaútočí se zbraní. V nastalé přestřelce Rance zemře, Maguire je zraněn a Sullivan uteče s důležitými dokumenty, ale sám je postřelen do ramene.
Michael Jr. dopraví otce na farmu, kde jim starší bezdětný pár poskytne útočiště a Sullivan se zotavuje. Dokumenty odhalí, že Connor léta okrádal svého otce pomocí účtů vytvořených na jména mrtvých. Sullivan se rozhodne vrátit se do Rock Island a postavit se Rooneymu. Ten přizná, že o Connorových krádežích ví, ale odmítá ho vydat. Sullivan, odhodlaný pomstít svou rodinu, zaútočí na Rooneyho ochranku a následně zabije i Rooneyho samotného. Rooney před smrtí prohlásí, že je rád, že to byl právě Sullivan, kdo ho zabil.
Sullivan získá od Nittiho informaci o Connorově úkrytu. V hotelu Connora najde a zabije. Poté se vydá s Michaelem Jr. na plážové sídlo své švagrové v Perdition, kde doufá, že naleznou klid. Zde je však přepadne vrah Maguire, který Sullivana smrtelně postřelí. Michael Jr. popadne zbraň, ale nedokáže vystřelit. Sullivan v posledních silách Maguirea zabije a umírá v náručí svého syna. Michael Jr. se vrací na farmu, kde najde nový domov. Ve voiceoveru se dozvídáme, že už nikdy nevzal zbraň do ruky. Na otázku, zda byl jeho otec dobrý člověk, odpovídá: „Byl to můj otec.“

## Obsazení
- Tom Hanks jako Michael Sullivan
- Paul Newman jako John Rooney
- Jude Law jako Harlen Maguire
- Jennifer Jason Leigh jako Annie Sullivanová
- Stanley Tucci jako Frank Nitti
- Daniel Craig jako Connor Rooney
- Tyler Hoechlin jako Michael Sullivan mladší
- Liam Aiken jako Peter Sullivan
- Dylan Baker jako Alexander Rance
- Ciarán Hinds jako Finn McGovern

## Filmová kritika
Server Kinobox.cz na základě vyhodnocení 6 recenzí z českých internetových stránek ohodnotil film Road to Perdition 90 %. Server Rotten Tomatoes udělil snímku 81 % na základě 210 recenzí (z toho 171 jich bylo spokojených). Od serveru Metacritic získal film, podle 36 recenzí, celkem 72 ze 100 bodů.